# Anson Jones
 (mai 2021).
Si vous disposez d'ouvrages ou d'articles de référence ou si vous connaissez des sites web de qualité traitant du thème abordé ici, merci de compléter l'article en donnant les références utiles à sa vérifiabilité et en les liant à la section « Notes et références ».
Anson Jones est un homme politique texan et médecin, né en 1798 à Great Barrington et mort en 1858. Il fut le dernier président de la république du Texas qu'il dirigea du 9 décembre 1844 au 19 février 1846. Il prit pour vice-président Kenneth L. Anderson (en).

## Biographie

### Union avec les États-Unis
Le Texas ayant subi deux invasions sous le mandat de son prédécesseur, et sachant que ses frontières ne seraient jamais à l'abri d'une invasion mexicaine, il demanda en 1844 que son pays soit intégré à l'Union ; cependant les abolitionnistes étaient réticents à voir un État esclavagiste faire son entrée dans l'Union.
Mais après l'élection de James K. Polk, le problème fut résolu et le 29 décembre 1845, le Congrès américain vota l'admission du Texas comme État des États-Unis. Washington ne cacha pas ses intentions de fixer la frontière du Texas sur le Rio Grande (et non sur la rivière Nueces) et d'annexer la Californie mexicaine. D'autre part, les Américains réclamaient au gouvernement mexicain des indemnités en compensation des pertes qui eurent lieu au cours des révolutions mexicaines. Ces facteurs, ajoutés à la perte du Texas, déclenchèrent la guerre américano-mexicaine de 1846-1848.

### Fin de mandat
Après le vote de l'intégration du Texas aux États-Unis, Anson Jones démissionna le 19 février 1846, deux mois plus tard.

### Après la Présidence
Jones espérait que les nouvelles institutions du Texas lui permettraient d'être élu Sénateur des États-Unis. Cependant, il ne fut pas élu. Il prospéra en tant que propriétaire de plantation et amassa une fortune et un domaine considérables. Toutefois plus le temps passait, plus il devint amer de sa défaite électorale face à Sam Houston et Thomas Jefferson Rusk.
En 1849, il fut jeté à bas de son cheval. Son bras gauche se fractura, s'atrophia et se décolora. Cette blessure le poussa à retourner dans l'Est pour s'y faire soigner. Il y fit la découverte de nombreuses nouvelles technologies et il s'intéressa particulièrement au chemin de fer.
Après le suicide de Thomas Jefferson Rusk en 1857, Jones fut persuadé qu'il serait élu au Sénat des États-Unis, mais il ne reçut aucun vote.

### Décès

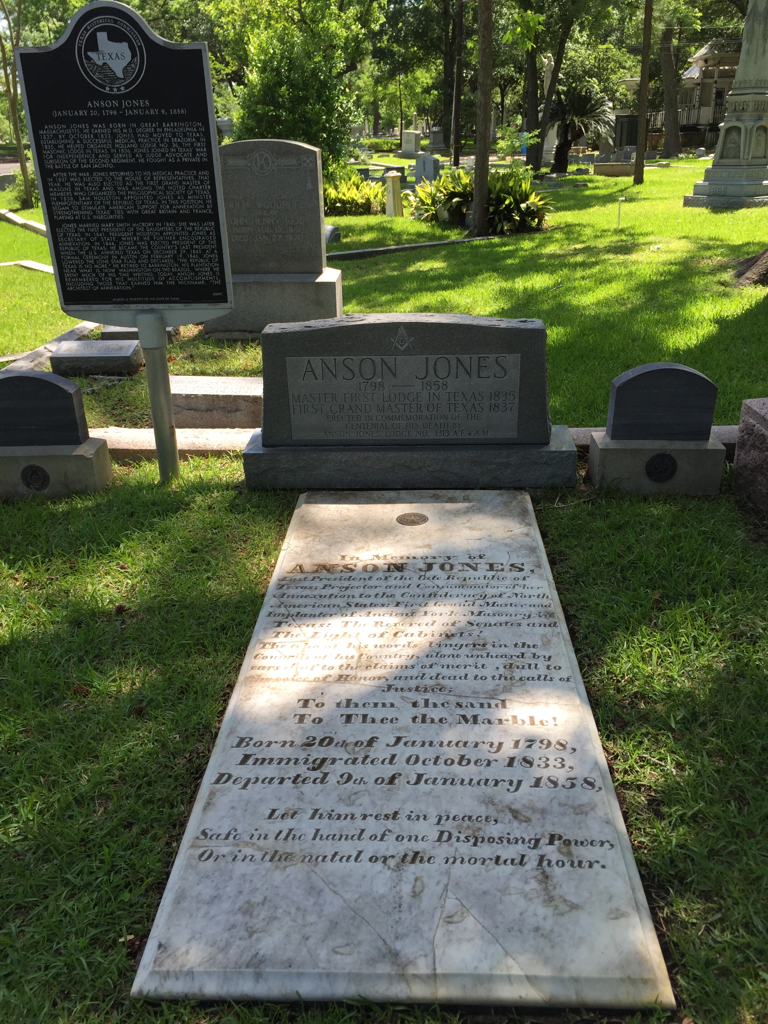
Tombe d'Anson Jones au Glenwood Cemetery à Houston

Durant quatre jours, il fut logé au vieux Capitol Hotel de Houston, ancien siège du pouvoir de la république du Texas. Anson Jones remit totalement sa carrière en question après que son bras gauche a été rendu invalide à vie à la suite de sa chute de cheval de 1849, et après son humiliation électorale de 1857 où il ne reçut absolument aucun vote pour le siège de Sénateur des États-Unis pour le Texas.
Le 9 janvier 1858, après avoir dîné, il retourna dans sa chambre d'hôtel et se tira une balle dans la tête. Il était alors âgé de 59 ans. Jones fut inhumé au Glenwood Cemetery de Houston.